# Liste der Biografien/Tup
Liste der Biografien |
Portal Biografien |
Personensuche
# |
A |
B |
C |
D |
E |
F |
G |
H |
I |
J |
K |
L |
M |
N |
O |
P |
Q |
R |
S |
T |
U |
V |
W |
X |
Y |
Z |
?
 
Ta |
Tc |
Te |
Tf |
Tg |
Th |
Ti |
Tj |
Tk |
Tl |
Tm |
To |
Tq |
Tr |
Ts |
Tu |
Tv |
Tw |
Tx |
Ty |
Tz
 
Tua |
Tub |
Tuc |
Tud |
Tue |
Tuf |
Tug |
Tuh |
Tui |
Tuj |
Tuk |
Tul |
Tum |
Tun |
Tuo |
Tup |
Tuq |
Tur |
Tus |
Tut |
Tuu |
Tuv |
Tuw |
Tux |
Tuy |
Tuz
Die Liste der Biografien führt alle Personen auf, die in der deutschsprachigen Wikipedia einen Artikel haben. Dieses ist eine Teilliste mit 46 Einträgen von Personen, deren Namen mit den Buchstaben „Tup“ beginnt.

## Tup

### Tupa
- Tupa, Tom (* 1966), US-amerikanischer American-Football-Spieler
- Túpac Amaru (1545–1572), letzter Herrscher des InkareichesTúpac Amaru (1545–1572)

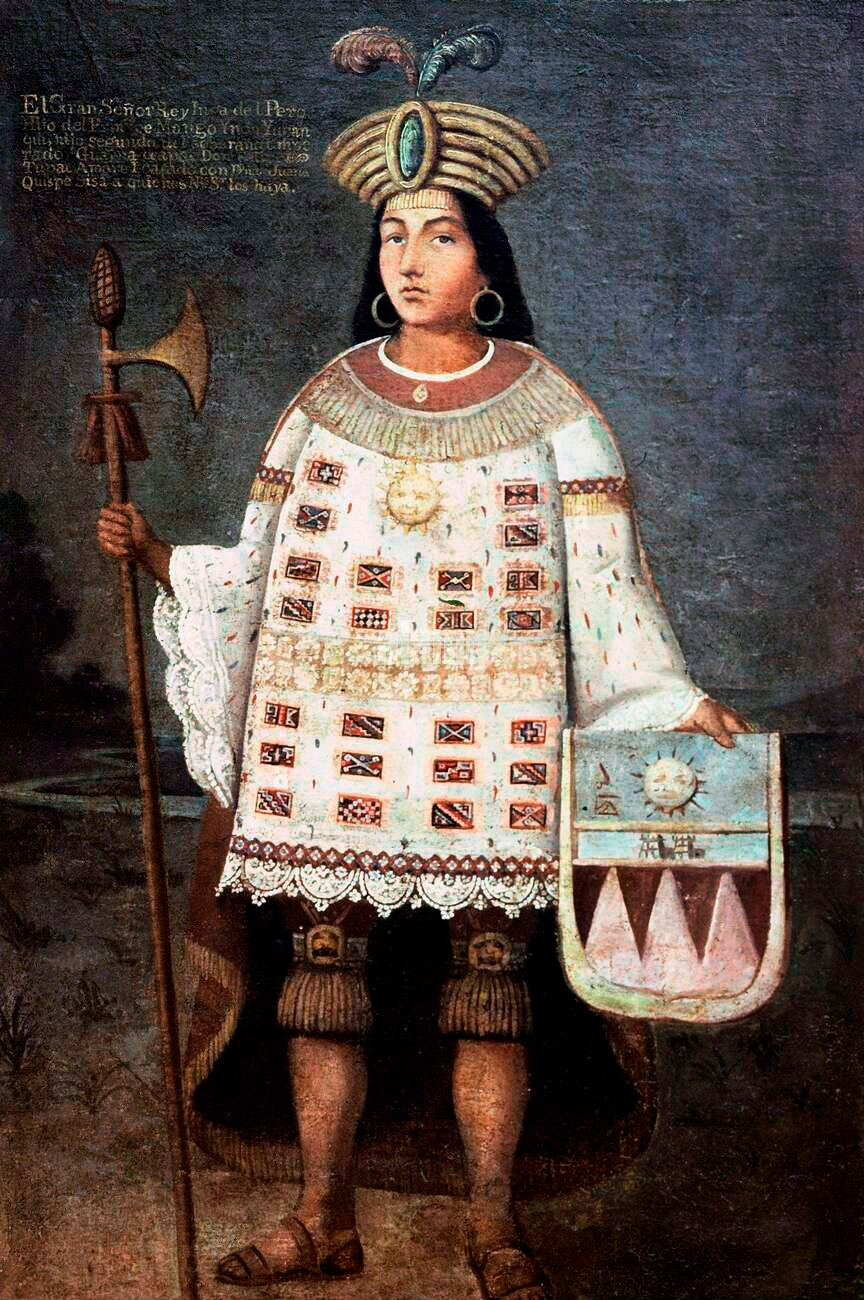
Túpac Amaru (1545–1572)

- Túpac Yupanqui († 1493), Inka-Herrscher
- Túpac Yupanqui Martínez, Demetrio (1923–2018), peruanischer Hochschullehrer, Professor für Quechua, Übersetzer und Journalist
- Tupaia († 1770), polynesischer Priester, lokaler Führer und Übersetzer von James Cook
- Tupaia, Teura’itera’i (* 2000), französischer Speerwerfer
- Tupalski, Aleksander (1900–1980), polnischer Eishockeyspieler
- Tupamäki, Jussi (* 1977), finnischer Eishockeyspieler und -trainer

### Tupe
- Tupek, Mia (* 2000), kroatische Handball- und Beachhandballspielerin
- Tupetz, Theo (1923–1980), deutscher Studentenfunktionär und Sozialpolitiker

### Tupi
- Tupikas, Pranciškus (1929–2015), litauischer Politiker
- Tupikow, Wassili Iwanowitsch (1901–1941), sowjetischer General
- Tupinambá da Frota, José (1882–1959), brasilianischer Geistlicher, römisch-katholischer Bischof von Sobral
- Tupits, Artur (1892–1941), estnischer Politiker, Mitglied des Riigikogu und Journalist
- Tupitsyn, Margarita (* 1955), russische Kunsthistorikerin

### Tupk
- Tüpker, Rosemarie (* 1952), deutsche Musiktherapeutin

### Tupo
- Tupolew, Alexei Andrejewitsch (1925–2001), russischer Flugzeugkonstrukteur
- Tupolew, Andrei Nikolajewitsch (1888–1972), russischer Flugzeugkonstrukteur
- Tupou VI. (* 1959), tongaischer Politiker, Premierminister und König von Tonga
- Tupou, Taniela (* 1996), australisch-tongaischer Rugby-Union-Spieler
- Tupoutoʻa ʻUlukalala (* 1985), tongaischer Politiker, Kronprinz von Tonga

### Tupp
- Tupp, Enn (* 1941), estnischer Sportler und Politiker
- Tuppa, Karl (1899–1981), österreichischer Anthropologe
- Tupper Marshall, Katherine (1882–1978), US-amerikanische Schauspielerin, Autorin und Generalsgattin
- Tupper, Charles (1821–1915), kanadischer Politiker
- Tupper, Cyrus R. (1860–1945), US-amerikanischer Richter und Politiker
- Tupper, Earl Silas (1907–1983), US-amerikanischer Erfinder der Tupperware
- Tupper, Ellen Smith (1822–1888), US-amerikanische Bienenkundlerin und Autorin
- Tupper, James (* 1965), kanadischer SchauspielerJames Tupper (* 1965)

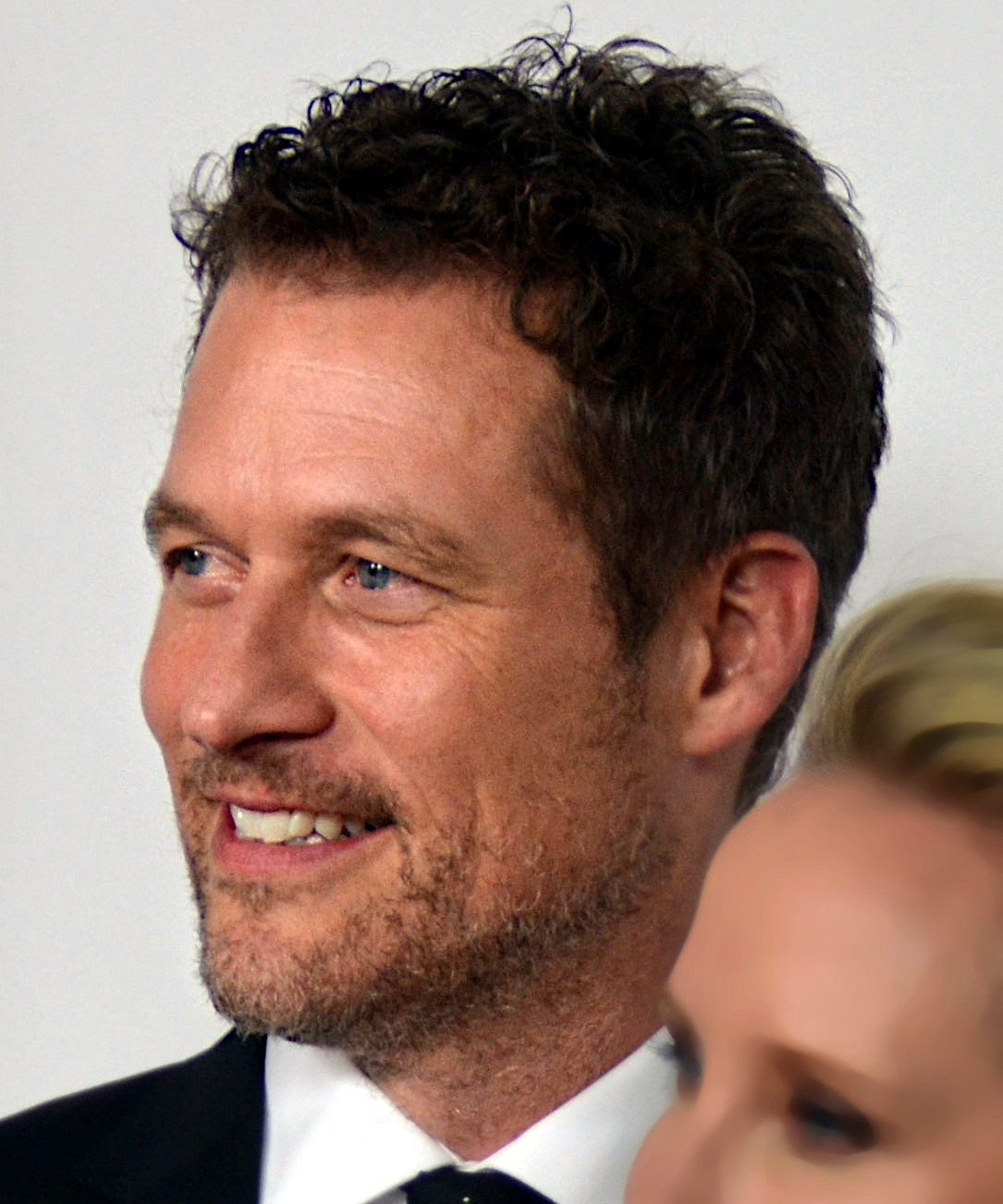
James Tupper (* 1965)

- Tupper, Martin Farquhar (1810–1889), englischer Autor und Poet
- Tupper, Raimundo (1969–1995), chilenischer Fußballspieler
- Tupper, Stanley R. (1921–2006), US-amerikanischer Politiker
- Tupper, Tristram (1886–1954), US-amerikanischer Autor
- Tupper, William Johnston (1862–1947), kanadischer Politiker, Vizegouverneur von Manitoba
- Tuppinger, Rotrudis (1907–1944), österreichische Steyler Missionsschwester und Märtyrin
- Tuppurainen, Allan (* 1951), finnischer Schauspieler und Drehbuchautor in Vaasa
- Tuppurainen, Jani (* 1980), finnischer Eishockeyspieler
- Tuppurainen, Kalle (1904–1954), finnischer Skisportler
- Tuppurainen, Tytti (* 1976), finnische Politikerin (SDP)
- Tuppy, Hans (1924–2024), österreichischer Politiker und BiochemikerHans Tuppy (1924–2024)

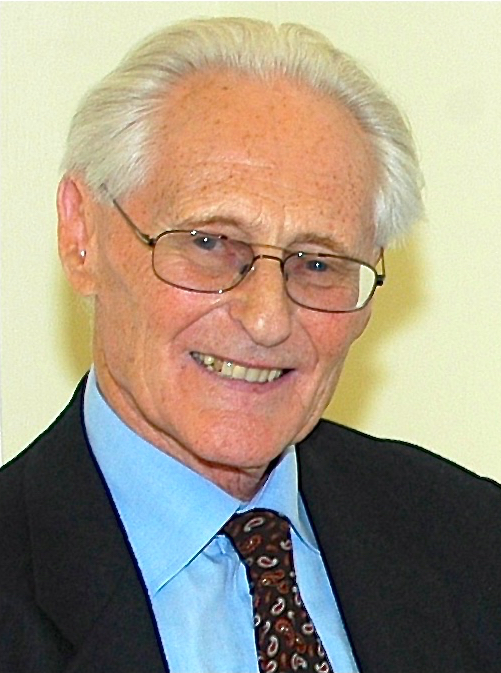
Hans Tuppy (1924–2024)

- Tuppy, Karl (1880–1939), österreichischer Jurist

### Tupt
- Tupta, Ľubomír (* 1998), slowakischer Fußballspieler
- Tuptalo, Sawwa († 1703), Anführer der Kosaken während des Chmelnizkij-Aufstandes und Philantrop

### Tupu
- Tupua Tamasese Meaʻole (1905–1963), samoanischer Politiker und Staatsoberhaupt von Samoa
- Tupua, Kuresa (* 1984), amerikanisch-samoanischer Bogenschütze

### Tupy
- Tupy, Peter (1946–2005), tschechisch-britischer Kameramann, Animator und Spezialeffektkünstler